# Villalbarba
Villalbarba – gmina w Hiszpanii, w prowincji Valladolid, w Kastylii i León, o powierzchni 21,96 km². W 2011 roku gmina liczyła 133 mieszkańców.